# Барберіні

Бджоли Барберіні на гербі папи Урбана VIII

Барберіні — могутня і багата італійська сім'я що мешкала у Флоренції у XI столітті. У 1623 році один з представників родини — Маффео Барберіні — став папою римським під ім'ям Урбан VIII і заснував князівську династію Барберіні.
Урбан VIII розгорнув інтенсивну будівничу діяльність у Римі. Він дозволив використання Колізею як джерела будівельних матеріалів. Для виробництва гармат у Замку Святого Ангела він наказує розплавити античний портик з Пантеону. Про цю його руйнівну діяльність згадує сьогодні вираз — лат. Pasquino Quod non fecerunt barbari, fecerunt Barberini (Що не змогли зробити варвари, зробив Барберіні).

З 1624 чоловічі представники роду були генуезькі патриції, з 1626 всі члени роду — римські нобілі.
Карло (1562 - 1630), старший брат папи Урбана VIII, з 1623 року — генерал Римської Церкви, у 1627 році отримав титул герцога ді Монтеротондо (титул конфісковано у 1646 р, відновлений у 1654] р.).
Другий син Карло, Таддео (1603 — 1647), у 1630 р. отримав титули принца ді Палестрина, герцога ді Негрола, ді Коллальто і ді Монтелібретто і маркіза ді Коресе.
Антоніо (1569—1646), Франческо (1597—1679), Антоніо (1607 — 1671), Карло (1630—1704), Франческо (1662—1738) були кардиналами.
Остання представниця роду, принцеса Корнелія Барберіні (1716 — 1797), вийшла заміж за Джуліо Чезаре Колона, принца ді Карбоньяно.
У 1738 році помирає останній представник сім'ї. Володіння і титули Барберіні перейшли до сімейства Колона, одна з молодших гілок якої взяла прізвище Барберіні.
Палаццо Барберіні, Бібліотека Барберіні і Площа Барберіні в Римі залишаються свідоцтвами величі цієї сім'ї.